# Mailhac-sur-Benaize
Mailhac-sur-Benaize è un comune francese di 318 abitanti situato nel dipartimento dell'Alta Vienne, nella regione della Nuova Aquitania.

## Società

### Evoluzione demografica
Abitanti censiti